# Ilyes Ziani
Ilyes Ziani (Bruselas, 20 de junio de 2003) es un futbolista belga que juega como centrocampista en el Royale Union Saint-Gilloise de la Primera División de Bélgica.

## Trayectoria
Procedente de las categorías inferiores del Royale Union Saint-Gilloise, del que fue capitán del equipo sub-21, firmó su primer contrato profesional con el club de Bruselas en agosto de 2021.
Debutó como profesional en el Royale Union Saint-Gilloise el 15 de diciembre de 2021, sustituyendo a Dante Vanzeir durante la victoria por 2-0 a domicilio contra el SV Zulte Waregem. El equipo recién ascendido de Saint-Gilles disfrutaba entonces de una notable racha de regreso a la Primera División de Bélgica después de 48 años, con el Royale Union Saint-Gilloise bien asentado en la cima de la liga tras la primera mitad de la temporada.

## Estadísticas

### Clubes
Actualizado al último partido disputado el 6 de agosto de 2022.
| Club                                  | Div.          | Temporada     | Liga  | Liga  | Copas nacionales | Copas nacionales | Copas internacionales | Copas internacionales | Total | Total |
| Club                                  | Div.          | Temporada     | Part. | Goles | Part.            | Goles            | Part.                 | Goles                 | Part. | Goles |
| ------------------------------------- | ------------- | ------------- | ----- | ----- | ---------------- | ---------------- | --------------------- | --------------------- | ----- | ----- |
| Royale Union Saint-Gilloise · Bélgica | 1.ª           | 2021-22       | 4     | 0     | 0                | 0                | ―                     | ―                     | 4     | 0     |
| Royale Union Saint-Gilloise · Bélgica | 1.ª           | 2022-23       | 2     | 0     | 0                | 0                | 1                     | 0                     | 3     | 0     |
| Royale Union Saint-Gilloise · Bélgica | Total club    | Total club    | 6     | 0     | 0                | 0                | 1                     | 0                     | 7     | 0     |
| Total carrera                         | Total carrera | Total carrera | 6     | 0     | 0                | 0                | 1                     | 0                     | 7     | 0     |